# Färöische Fußballmeisterschaft 2018
Die Färöische Fußballmeisterschaft 2018 war die 76. Saison der höchsten färöischen Fußballliga. Nach dem Ausstieg des Hauptsponsors Effo firmiert die Liga nicht mehr unter dem Namen Effodeildin. Als neuer Sponsor wurde am 15. Dezember 2017 Betri Banki bekanntgegeben, so dass die Liga seit dieser Saison den Namen Betrideildin trägt. Sie startete am 11. März 2018 und endete am 27. Oktober 2018.
Der einzige Aufsteiger AB Argir kehrte nach einem Jahr in die höchste Spielklasse zurück. Meister wurde HB Tórshavn, die den Titel somit zum 23. Mal erringen konnten. Titelverteidiger Víkingur Gøta landete auf dem fünften Platz. Absteigen musste hingegen 07 Vestur nach zwei Jahren Erstklassigkeit.
Im Vergleich zur Vorsaison verschlechterte sich die Torquote auf 2,97 pro Spiel, was den niedrigsten Schnitt seit 2008 bedeutete. Die höchsten Siege erzielte NSÍ Runavík mit einem 7:1 im Heimspiel gegen 07 Vestur am 24. Spieltag, was zugleich das torreichste Spiel darstellte, sowie mit einem 6:0 im Heimspiel gegen AB Argir am 13. Spieltag.

## Modus
In der Betrideildin spielte jede Mannschaft an 27 Spieltagen jeweils drei Mal gegeneinander. Die punktbeste Mannschaft zu Saisonende war Meister und nimmt an der Qualifikation zur Champions League teil, während die letztplatzierte Mannschaft in die 1. Deild, die färöische Zweitklassigkeit, absteigen musste. Da in der 1. Deild nur eine A-Mannschaft auf den ersten drei Plätzen lag, gab es nur einen Absteiger.

## Saisonverlauf

### Meisterschaftsentscheidung
KÍ Klaksvík gewann sechs der ersten sieben Spiele, darunter befand sich auch ein 3:0-Auswärtssieg gegen den direkten Konkurrenten HB Tórshavn am ersten Spieltag. Nach zwei Niederlage, einem 2:3 bei B36 Tórshavn sowie einem 1:2 zu Hause gegen Víkingur Gøta, übernahm HB Tórshavn die Tabellenspitze und gab sie bis zum Saisonende nicht mehr ab. Es folgte nur noch eine Niederlage am 16. Spieltag im Heimspiel gegen NSÍ Runavík, welches mit 0:2 verloren wurde, ansonsten gewann HB alle restlichen Spiele. Die Entscheidung um die Meisterschaft fiel am 23. Spieltag durch einen 2:1-Auswärtssieg beim damaligen Zweitplatzierten KÍ Klaksvík. Mit 73 Punkten aus 27 Spielen und 18 Punkten Vorsprung stellte HB jeweils neue Rekorde auf.

### Abstiegskampf
07 Vestur belegte ab dem zweiten Spieltag einen der letzten beiden Plätze, vom dritten bis zum 18. Spieltag ausschließlich den letzten. Nach einem 1:1 im Auswärtsspiel bei AB Argir gab es zehn Niederlagen in Folge, ehe mit dem 4:1 im Heimspiel gegen Skála ÍF der erste Sieg gelang. Durch weitere Siege gegen AB Argir und Víkingur Gøta gelang zwischenzeitlich der Sprung auf den neunten Platz. Bis zum Ende der Saison gab es einen engen Kampf mit AB Argir und die Position wurde noch drei Mal getauscht. Da nur eine Mannschaft aus der 1. Deild aufsteigen sollte, spielten die beiden Mannschaften den einzigen Absteiger aus. Am 23. Spieltag konnte 07 Vestur das direkte Duell für sich entscheiden, indem sie sich auswärts mit 2:1 durchsetzten. Bis zum letzten Spieltag konnte 07 Vestur die Position verteidigen und den Abstand auf zwei Punkte ausbauen. Beim Saisonfinale verlor 07 Vestur das Auswärtsspiel bei TB/FC Suðuroy/Royn mit 0:1 durch ein Tor in der 92. Minute, während AB Argir sein Auswärtsspiel bei EB/Streymur mit 2:0 gewinnen konnte und somit den Klassenerhalt feiern konnte.

## Vereine
| Mannschaft         | Stadion          | Spielort     |
| ------------------ | ---------------- | ------------ |
| 07 Vestur          | á Dungasandi     | Sørvágur     |
| AB Argir           | Skansi Arena     | Argir        |
| B36 Tórshavn       | Gundadalur       | Tórshavn     |
| EB/Streymur        | í Hólmanum       | Eiði         |
| HB Tórshavn        | Gundadalur       | Tórshavn     |
| KÍ Klaksvík        | við Djúpumýrar   | Klaksvík     |
| NSÍ Runavík        | við Løkin        | Runavík      |
| Skála ÍF           | undir Mýruhjalla | Skála        |
| TB/FC Suðuroy/Royn | við Stórá        | Trongisvágur |
| Víkingur Gøta      | Sarpugerði       | Norðragøta   |

## Abschlusstabelle
| Pl. | Verein             | Sp. | S  | U | N  | Tore    | Diff. | Punkte |
| --- | ------------------ | --- | -- | - | -- | ------- | ----- | ------ |
| 1.  | HB Tórshavn        | 27  | 24 | 1 | 2  | 058:180 | +40   | 73     |
| 2.  | NSÍ Runavík (P)    | 27  | 17 | 4 | 6  | 064:250 | +39   | 55     |
| 3.  | B36 Tórshavn       | 27  | 16 | 5 | 6  | 058:330 | +25   | 53     |
| 4.  | KÍ Klaksvík        | 27  | 16 | 3 | 8  | 048:250 | +23   | 51     |
| 5.  | Víkingur Gøta (M)  | 27  | 11 | 6 | 10 | 039:370 | +2    | 39     |
| 6.  | Skála ÍF           | 27  | 8  | 5 | 14 | 031:420 | −11   | 29     |
| 7.  | TB/FC Suðuroy/Royn | 27  | 8  | 4 | 15 | 027:420 | −15   | 28     |
| 8.  | EB/Streymur        | 27  | 4  | 9 | 14 | 030:530 | −23   | 21     |
| 9.  | AB Argir (N)       | 27  | 5  | 3 | 19 | 016:550 | −39   | 18     |
| 10. | 07 Vestur          | 27  | 5  | 2 | 20 | 030:710 | −41   | 17     |

Platzierungskriterien: 1. Punkte – 2. Tordifferenz – 3. geschossene Tore

| (M) | Meister 2017                     |
| (P) | Pokalsieger 2017                 |
| (N) | Aufsteiger aus der 1. Deild 2017 |

## Kreuztabelle
| 2018               | 07 Vestur | 07 Vestur | AB Argir | AB Argir | B36 Tórshavn | B36 Tórshavn | EB/Streymur | EB/Streymur | HB Tórshavn | HB Tórshavn | KÍ Klaksvík | KÍ Klaksvík | NSÍ Runavík | NSÍ Runavík | Skála ÍF | Skála ÍF | TB/FC Suðuroy/Royn | TB/FC Suðuroy/Royn | Víkingur Gøta | Víkingur Gøta |
| ------------------ | --------- | --------- | -------- | -------- | ------------ | ------------ | ----------- | ----------- | ----------- | ----------- | ----------- | ----------- | ----------- | ----------- | -------- | -------- | ------------------ | ------------------ | ------------- | ------------- |
| 07 Vestur          |           |           | 1:0      | −        | 0:3          | 1:3          | 0:3         | 3:3         | 1:4         | −           | 2:3         | 4:2         | 0:5         | −           | 4:1      | −        | 1:2                | 0:3                | 0:1           | −             |
| AB Argir           | 1:1       | 1:2       |          |          | 1:4          | 1:1          | 2:0         | −           | 0:1         | −           | 0:2         | −           | 0:2         | 0:2         | 0:2      | 2:4      | 0:4                | −                  | 1:2           | 1:0           |
| B36 Tórshavn       | 2:0       | −         | 2:1      | −        |              |              | 2:2         | 5:1         | 1:1         | 1:3         | 3:2         | 2:1         | 2:3         | −           | 5:1      | −        | 1:0                | 1:0                | 2:1           | −             |
| EB/Streymur        | 2:1       | −         | 0:0      | 0:2      | 3:2          | −            |             |             | 0:1         | 0:3         | 0:1         | −           | 2:2         | 2:4         | 0:0      | 1:1      | 2:2                | −                  | 1:1           | 2:2           |
| HB Tórshavn        | 3:0       | 3:1       | 5:0      | 3:0      | 2:1          | −            | 1:0         | −           |             |             | 0:3         | −           | 0:2         | 2:1         | 2:1      | −        | 4:0                | −                  | 2:1           | 2:1           |
| KÍ Klaksvík        | 3:0       | −         | 3:1      | 3:0      | 3:1          | −            | 2:0         | 3:0         | 0:1         | 1:2         |             |             | 1:1         | −           | 3:1      | −        | 3:1                | −                  | 1:2           | 1:1           |
| NSÍ Runavík        | 3:1       | 7:1       | 6:0      | −        | 0:2          | 1:2          | 5:0         | −           | 1:2         | −           | 0:1         | 2:1         |             |             | 1:0      | 2:0      | 1:0                | −                  | 1:2           | −             |
| Skála ÍF           | 2:1       | 5:0       | 2:0      | −        | 0:2          | 1:5          | 0:2         | −           | 0:3         | 0:1         | 0:0         | 1:0         | 1:1         | −           |          |          | 3:0                | 2:0                | 0:2           | −             |
| TB/FC Suðuroy/Royn | 1:0       | −         | 0:1      | 0:1      | 1:1          | −            | 3:2         | 2:1         | 0:1         | −           | 0:1         | −           | 0:4         | 2:2         | 2:1      | −        |                    |                    | 1:4           | −             |
| Víkingur Gøta      | 4:1       | 1:4       | 3:0      | −        | 2:1          | 1:1          | 3:1         | −           | 1:2         | −           | 0:3         | −           | 1:2         | 0:3         | 1:0      | 2:2      | 0:0                | 0:2                |               |               |

## Torschützenliste
Bei gleicher Anzahl von Treffern sind die Spieler nach dem Nachnamen alphabetisch geordnet.
| Pl. | Name                  | Team         | Tore |
| --- | --------------------- | ------------ | ---- |
| 1.  | Adrian Justinussen    | HB Tórshavn  | 20   |
| 2.  | Klæmint Olsen         | NSÍ Runavík  | 13   |
| 2.  | Meinhard Olsen        | B36 Tórshavn | 13   |
| 4.  | Árni Frederiksberg    | NSÍ Runavík  | 11   |
| 4.  | Sonny Jakobsen        | 07 Vestur    | 11   |
| 4.  | Kaimar Saag           | B36 Tórshavn | 11   |
| 7.  | Brian Jakobsen        | Skála ÍF     | 10   |
| 8.  | Páll Klettskarð       | KÍ Klaksvík  | 9    |
| 8.  | Petur Knudsen         | NSÍ Runavík  | 9    |
| 8.  | Símun Eiler Samuelsen | HB Tórshavn  | 9    |

## Trainer
| Mannschaft         | Trainer              | Spieltage |
| ------------------ | -------------------- | --------- |
| 07 Vestur          | Pauli Poulsen        | 01–22     |
| 07 Vestur          | Sigtór Petersen      | 23–27     |
| AB Argir           | Sorin Anghel Vasile  | 01–27     |
| B36 Tórshavn       | Jákup á Borg         | 01–27     |
| EB/Streymur        | Heðin Askham         | 01–27     |
| HB Tórshavn        | Heimir Guðjónsson    | 01–27     |
| KÍ Klaksvík        | Mikkjal Thomassen    | 01–27     |
| NSÍ Runavík        | Sámal Erik Hentze    | 01–27     |
| Skála ÍF           | Eyðun Klakstein      | 01–27     |
| TB/FC Suðuroy/Royn | Glenn Ståhl          | 01–27     |
| Víkingur Gøta      | Maurice Ross         | 01–11     |
| Víkingur Gøta      | Sigfríður Clementsen | 12–27     |

Während der Saison gab es zwei Trainerwechsel, dies hatte jedoch keine Auswirkungen auf die Tabellenposition.

## Schiedsrichter
Folgende Schiedsrichter, darunter auch jeweils einer aus Dänemark, Finnland, Norwegen und Schweden, leiteten die 135 Erstligaspiele:
| Name                        | Stammverein   | Spiele |
| --------------------------- | ------------- | ------ |
| Kári á Høvdanum             | Víkingur Gøta | 17     |
| Eiler Rasmussen             | AB Argir      | 16     |
| Lars Müller                 | Royn Hvalba   | 15     |
| Alex Troleis                | B68 Toftir    | 15     |
| Dagfinn Forná               | NSÍ Runavík   | 15     |
| Rúni Gaardbo                | B68 Toftir    | 14     |
| Petur Reinert               | Víkingur Gøta | 14     |
| Jóhan Hendrik Ellefsen      | MB Miðvágur   | 13     |
| Bjarki Danielsen            | NSÍ Runavík   | 12     |
| Ransin Napoleon Djurhuus    | HB Tórshavn   | 14     |
| Joni Hyytiä                 | –             | 01     |
| Per Melin                   | –             | 01     |
| Benjamin Svendborg          | –             | 01     |
| Sigurður Hjörtur Þrastarson | –             | 01     |

## Die Meistermannschaft
In Klammern sind die Anzahl der Einsätze sowie die dabei erzielten Tore genannt.
| 1. | HB Tórshavn |
|    | Lasse Andersen (24/1) \| Jógvan Rói Davidsen (24/0) \| Hjalti Djurhuus (6/0) \| Tórmóður Djurhuus (1/0) \| Magnus Egilsson (26/1) \| John Frederiksen (16/2) \| Teitur Gestsson (26/0) \| Grétar Gunnarsson (14/1) \| Binni Hlöðversson (22/0) \| Teit Jacobsen (6/1) \| Tróndur Jensen (23/1) \| Daniel Johansen (25/0) \| Adrian Justinussen (26/20) \| Villiam Emil Klein (1/0) \| Niklas Kruse (2/2) \| Heri Mohr (1/0) \| Bjarti Mørk (1/0) \| Jógvan Nolsøe (20/5) \| Ari Olsen (21/7) \| Sebastian Pingel (3/0) \| Símun Eiler Samuelsen (25/9) \| Dan í Soylu (25/4) \| Aleksandar Stankov (5/0) \| Bartal Wardum (23/1) ohne Einsatz: Bjarni Brimnes \| Aron Clementsen \| Rókur Jespersen \| Mattias Lamhauge \| Símun Sólheim - Trainer: Heimir Guðjónsson |

## Nationaler Pokal
Im Landespokal gewann B36 Tórshavn im Elfmeterschießen gegen Meister HB Tórshavn.

## Europapokal
2018/19 spielte Víkingur Gøta als Meister des Vorjahres in der 1. Qualifikationsrunde zur Champions League gegen HJK Helsinki (Finnland) und verlor beide Spiele mit 1:2 und 1:3. Anschließend spielte Víkingur in der 2. Qualifikationsrunde zur UEFA Europa League gegen Torpedo Kutaissi (Georgien) und unterlag mit 0:3 und 0:4.
KÍ Klaksvík startete in der Vorqualifikation zur UEFA Europa League gegen FC Birkirkara (Malta). Nach einem 1:1 im Auswärtsspiel setzte sich KÍ im Rückspiel mit 2:1 durch. In der 1. Qualifikationsrunde schied die Mannschaft gegen FK Žalgiris Vilnius (Litauen) nach einem 1:2 und 1:1 aus.
B36 Tórshavn spielte ebenfalls in der Vorqualifikation zur UEFA Europa League. Nachdem gegen St Joseph’s FC (Malta) beide Spiele 1:1 endeten, gelang das Weiterkommen durch einen Sieg im Elfmeterschießen. In der 1. Qualifikationsrunde wurde OFK Titograd (Montenegro) nach einem 0:0 und 2:1 besiegt. Gegen Beşiktaş Istanbul (Türkei) schied B36 schließlich mit 0:2 und 0:6 aus.
NSÍ Runavík spielte als Pokalsieger des Vorjahres in der 1. Qualifikationsrunde zur UEFA Europa League gegen Hibernian Edinburgh (Schottland) und unterlag mit 1:6 und 4:6.